# Kirkland (Dunlop)

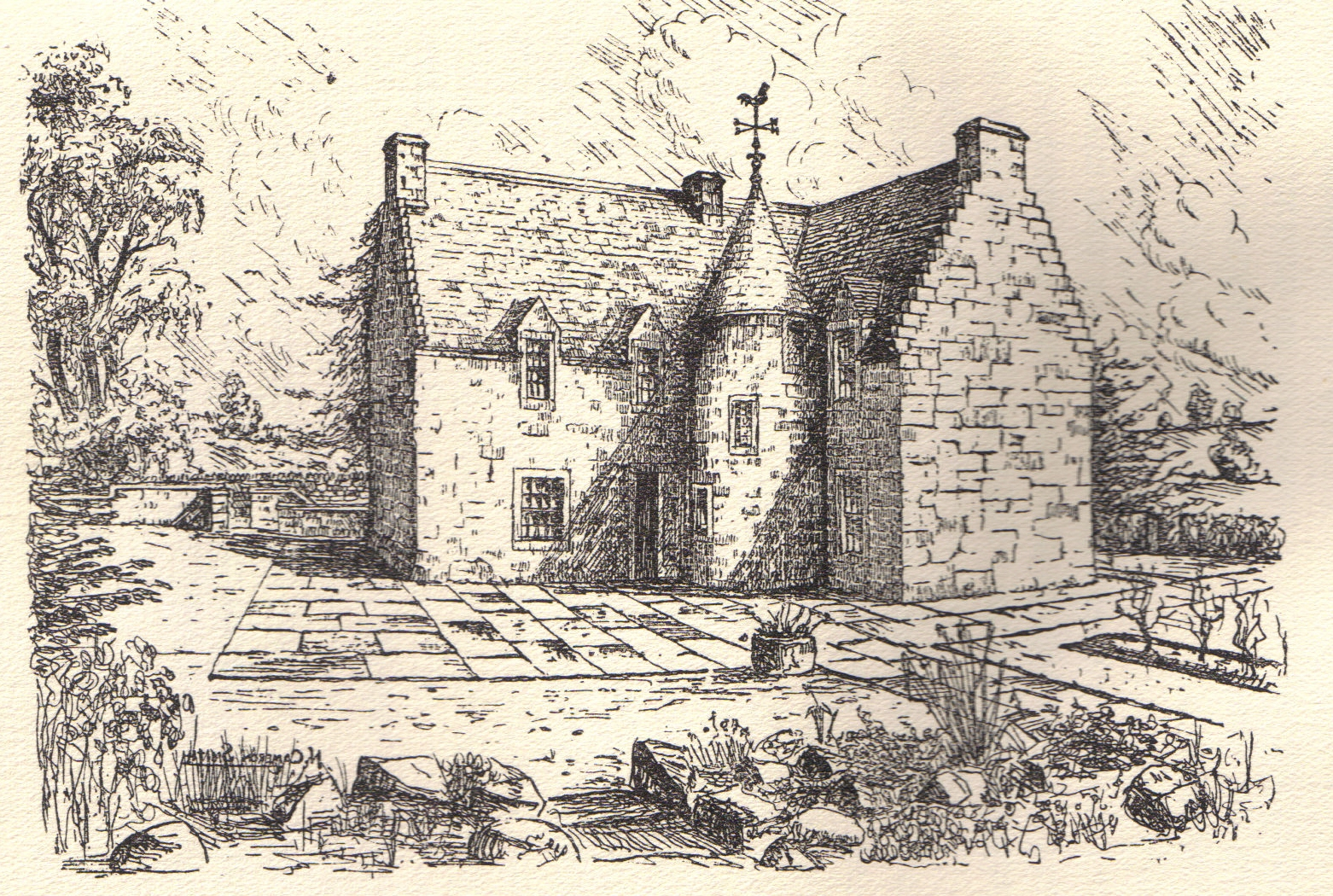
Kirkland

Kirkland bezeichnet ein ehemaliges Pfarrhaus in der schottischen Ortschaft Dunlop in der Council Area East Ayrshire, das heute als landwirtschaftliches Gebäude genutzt wird. 1971 wurde das Bauwerk in die schottischen Denkmallisten in der höchsten Denkmalkategorie A aufgenommen.

## Geschichte
Das Gebäude stammt aus dem frühen 16. Jahrhundert. Es zählt wahrscheinlich zu den ältesten unbefestigten Gebäuden in Schottland, die bis heute erhalten sind, und diente als Pfarrhaus der örtlichen Gemeindekirche. Zwischen 1518 und 1550 bewohnte der Theologe John Major das Haus, der zu den Lehrern des Reformators John Knox zählt. Er war in der Gemeinde als Vikar tätig. Im Jahre 1781 wurde Kirkland an einen Landwirt veräußert, welchem die umliegenden Felder gehörten. Er nutzte es zu einem Bauernhaus um.
Im Laufe der Jahrhunderte wurde das Haus mehrmals umgestaltet, sodass im Inneren keine der ursprünglichen Elemente mehr zu finden sind. Noch in den 1880er Jahren wurde ein massiver Kamin beschrieben, der jedoch zwischenzeitlich entfernt wurde. Im späten 19. Jahrhundert erwarb der Kaufmann William Clement Kirkland und renovierte es um das Jahr 1900. Sein Sohn James beauftragte um 1910 den Architekten James Chalmers mit dem Anbau des Ostflügels. Der Turm im Gebäudewinkel muss später hinzugefügt worden sein. Wahrscheinlich um 1920 wurde ein Wagenschuppen errichtet.

## Beschreibung
Das zweistöckige Gebäude befindet sich am Westrand von Dunlop abseits der Main Street. Das Mauerwerk besteht aus grob behauenem Sandstein. An den Stürzen und Faschen wurden Quadersteine verbaut. Das ursprüngliche Haus besaß einen L-förmigen Grundriss und wurde um 1910 durch den L-förmigen Ostflügel ergänzt. Die steilen schiefergedeckten Satteldächer sind mit Stufengiebel gearbeitet. Im Gebäudewinkel ragt ein runder Treppenturm auf.
Zu den Außengebäuden zählt ein Komplex aus Wagenschuppen und Stallungen mit U-förmigen Grundriss, die einen Hof umschließen. Die Fenster sind unregelmäßig angeordnet. Zumeist sind zwölfteilige Sprossenfenster verbaut. Ein Taubenschlag ist mit zwei Gauben ausgestattet, die jeweils mit drei Einfluglöchern versehen sind. Das abschließende Walmdach ist mit grauem Schiefer eingedeckt.